# Ганс-Крістіан Шток
Ганс-Крістіан Шток (нім. Hans-Christian Stock; 21 листопада 1919, Лібштадт, Веймарська республіка — 12 січня 1945, Словаччина) — німецький офіцер, майор вермахту. Кавалер Лицарського хреста Залізного хреста з дубовим листям.

## Біографія
18 листопада 1938 року вступив в 6-у батарею 60-го артилерійського полку. Учасник Польської і Французької кампаній. 11 серпня 1940 року переведений в штаб 184-го артилерійського дивізіону, який у лютому 1941 року був перетворений на 184-й дивізіон штурмових гармат. З червня 1941 року брав участь у Німецько-радянській війні, командир гармати. З 12 грудня 1941 року — командир взводу 2-ї батареї 270-го дивізіону штурмових гармат. Відзначився під час битви на Курській дузі. З осені 1943 року — командир взводу 152-го протитанкового дивізіону, який пізніше був включений до складу 1-ї лижно-єгерської бригади; на початку 1944 року призначений командиром 2-ї батареї. З початку 1945 року — командир 152-го протитанкового дивізіону. Загинув у бою.

## Нагороди
- Залізний хрест
  - 2-го класу (22 вересня 1939)
  - 1-го класу (13 лютого 1942)
- Медаль «За зимову кампанію на Сході 1941/42»
- Лицарський хрест Залізного хреста з дубовим листям
  - лицарський хрест (22 серпня 1943)
  - дубове листя (№628; 23 жовтня 1944)